# Ergny
Ergny ist eine französische Gemeinde im Département Pas-de-Calais in der Region Hauts-de-France. Sie gehört zum Kanton Lumbres im Arrondissement Montreuil.

## Lage
Die Gemeinde Ergny liegt im Artois nahe der Quelle der Aa, 21 Kilometer nordöstlich von Montreuil-sur-Mer. Nachbargemeinden von Ergny sind Campagne-lès-Boulonnais im Norden, Aix-en-Ergny im Osten, Avesnes und Herly im Süden, Wicquinghem im Südwesten sowie Bourthes im Nordwesten.

## Bevölkerungsentwicklung
| Jahr                       | 1962 | 1968 | 1975 | 1982 | 1990 | 1999 | 2006 | 2012 | 2022 |
| -------------------------- | ---- | ---- | ---- | ---- | ---- | ---- | ---- | ---- | ---- |
| Einwohner                  | 260  | 250  | 221  | 199  | 186  | 173  | 212  | 226  | 232  |
| Quellen: Cassini und INSEE |      |      |      |      |      |      |      |      |      |

## Sehenswürdigkeiten

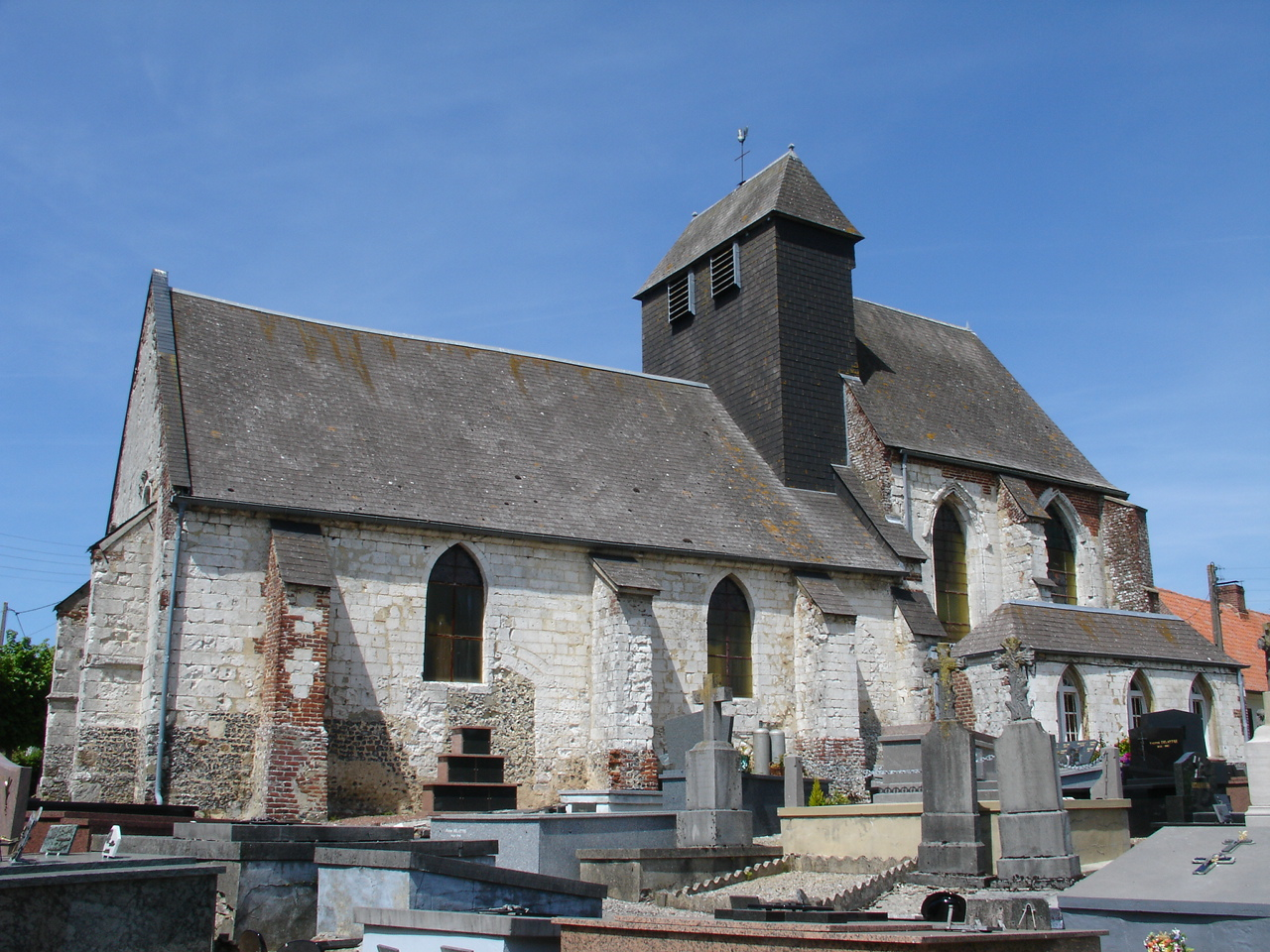
Kirche Saint-Léger
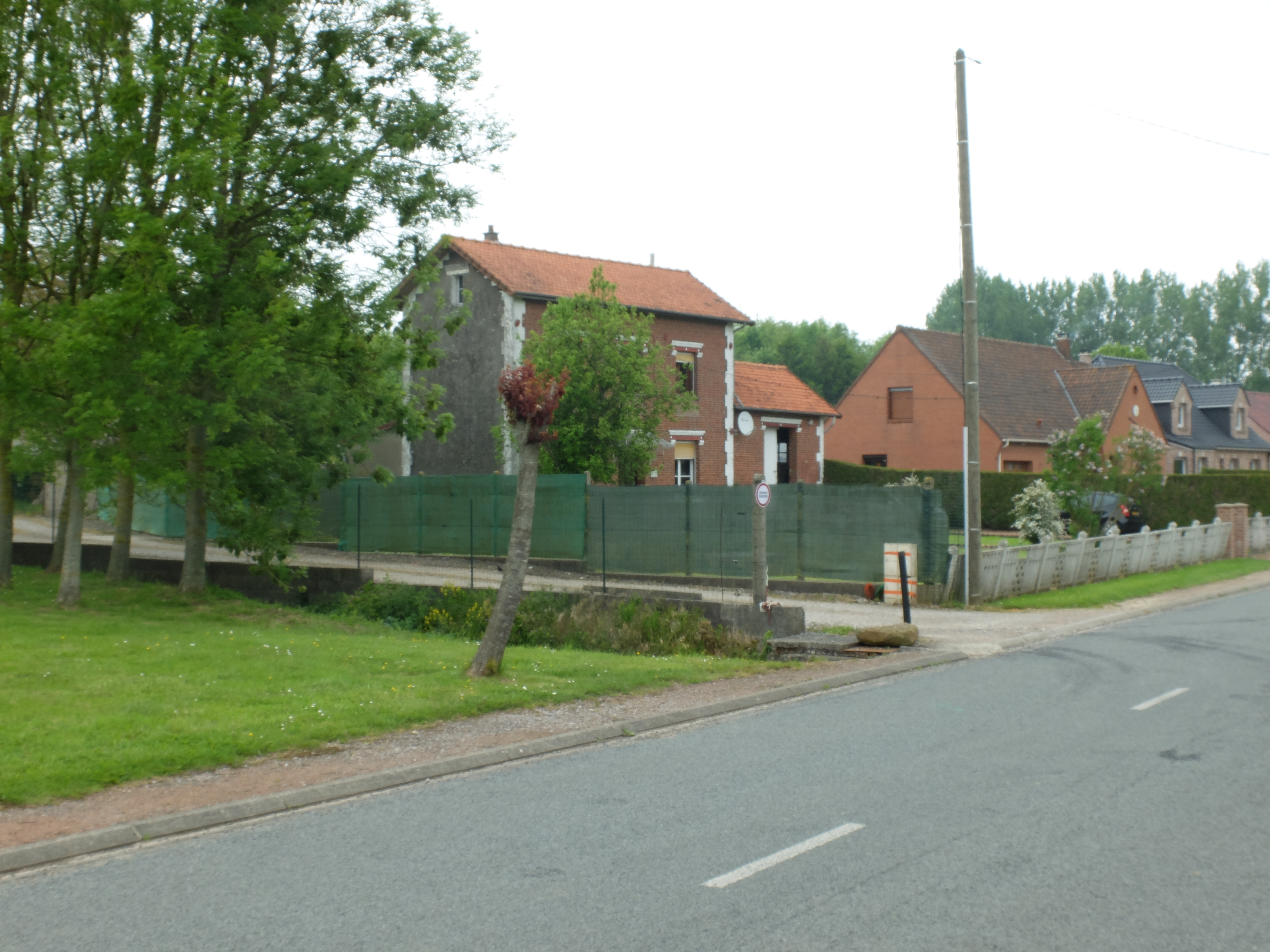
Ehemaliger Bahnhof

- Kirche Saint-Léger
- Ehemaliger Bahnhof